# Interstate H-2
Az Interstate H-2 (helyi nevén Veterans Memorial Freeway) Hawaii államban található Oahu szigetén, ez az autópálya épült meg másodikként a szigeten.
A H-2 Pearl Citynél, a H-1 autópályából indul északi irányba, és 13,41 km-re Wahiawā városánál ér véget, ahol átalakul a Route 99 autóúttá.

## Fontosabb kijáratok
- Pearl City H-1
- Mililani Town
- Wahiawā
- Wheeler Army Airfield.

## Fordítás
- Ez a szócikk részben vagy egészben  az   Interstate H-2 című angol Wikipédia-szócikk fordításán alapul.  Az eredeti cikk szerkesztőit annak laptörténete sorolja fel. Ez a jelzés csupán a megfogalmazás eredetét és a szerzői jogokat jelzi, nem szolgál a cikkben szereplő információk forrásmegjelöléseként.